# Tiên đề
Tiên đề, định đề là một phát biểu được coi là đúng, để làm tiền đề hoặc điểm xuất phát cho các suy luận và lập luận tiếp theo. Các từ gốc tiếng Latin của nó xuất phát từ tiếng Hy Lạp axíōma (ἀξίωμα) 'điều đó được cho là xứng đáng hoặc phù hợp' hoặc 'tự coi mình là hiển nhiên.' 
Thuật ngữ này có sự khác biệt nhỏ về định nghĩa khi được sử dụng trong bối cảnh của các lĩnh vực nghiên cứu khác nhau. Như được định nghĩa trong triết học cổ điển, tiên đề là một tuyên bố hiển nhiên hoặc có cơ sở rõ ràng, đến mức nó được chấp nhận mà không cần tranh cãi hay thắc mắc. Như được sử dụng trong lôgic học hiện đại, tiên đề là tiền đề hoặc điểm khởi đầu cho suy luận.
Khi được sử dụng trong toán học, thuật ngữ tiên đề được sử dụng theo hai nghĩa liên quan nhưng có thể phân biệt được: "tiên đề lôgic" và "tiên đề phi lôgic". Tiên đề logic thường là những phát biểu được coi là đúng trong hệ thống logic mà chúng xác định và thường được thể hiện dưới dạng ký hiệu (ví dụ, (A và B) suy ra A), trong khi tiên đề phi logic (ví dụ: a + b = b + a) thực sự là những khẳng định cơ bản về các yếu tố thuộc miền của một lý thuyết toán học cụ thể (chẳng hạn như số học).
Khi được sử dụng theo nghĩa sau, "tiên đề" và "định đề" có thể được sử dụng thay thế cho nhau. Trong hầu hết các trường hợp, tiên đề phi lôgic chỉ đơn giản là một biểu thức lôgic hình thức được sử dụng trong phép suy diễn để xây dựng lý thuyết toán học và có thể có hoặc không hiển nhiên về bản chất (ví dụ, tiên đề song song trong hình học Euclid). Tiên đề hóa một hệ thống tri thức là chứng tỏ rằng các tuyên bố của nó có thể được rút ra từ một tập hợp các câu nhỏ, dễ hiểu (các tiên đề), và có thể có nhiều cách để tiên đề hóa một miền toán học nhất định.
Bất kỳ tiên đề nào cũng là một phát biểu đóng vai trò là điểm khởi đầu mà từ đó các phát biểu khác được suy ra một cách logic. Liệu nó có ý nghĩa hay không (và nếu đúng thì nó có nghĩa gì) để một tiên đề là "đúng" là một chủ đề tranh luận trong triết học toán học.

## Phát triển trong lịch sử

### Hy Lạp cổ đại
Phương pháp suy diễn logic theo đó kết luận sau (kiến thức mới) từ cơ sở (kiến thức cũ) thông qua việc áp dụng các lý luận hợp lý (tam đoạn luận, các quy tắc suy luận) được người Hy Lạp cổ đại phát triển, và điều này đã trở thành nguyên tắc cốt lõi của toán học hiện đại. Không có gì có thể được suy luận nếu không có gì được giả định. Do đó, tiên đề và định đề là những giả định cơ bản làm nền tảng cho một khối kiến thức suy diễn nhất định. Chúng được chấp nhận mà không cần chứng minh. Tất cả các khẳng định khác (định lý, trong trường hợp toán học) phải được chứng minh với sự hỗ trợ của các giả thiết cơ bản này. Tuy nhiên, cách giải thích kiến thức toán học đã thay đổi từ thời cổ đại sang hiện đại, và do đó các thuật ngữ tiên đề và định đề có một ý nghĩa hơi khác đối với nhà toán học ngày nay, so với những ý nghĩa của nó đối với Aristotle và Euclid.
Người Hy Lạp cổ đại coi hình học chỉ là một trong một số ngành khoa học, và coi các định lý của hình học ngang hàng với các sự kiện khoa học. Do đó, họ đã phát triển và sử dụng phương pháp suy luận logic như một phương tiện tránh sai sót, cũng như để cấu trúc và truyền đạt kiến thức. Phân tích hậu nghiệm của Aristotle là một sự trình bày rõ ràng của quan điểm cổ điển.

## Sự cần thiết của tiên đề
Tiên đề là điều kiện cần thiết để xây dựng bất cứ một lý thuyết nào. Bất cứ một khẳng định (hay đề xuất) nào đưa ra đều cần được giải thích hay xác minh bằng một khẳng định khác. Và vì nếu một khẳng định được giải thích hay xác minh bằng chính nó thì khẳng định đó sẽ không có giá trị, nên cần có một số vô hạn các khẳng định để giải thích bất kì một khẳng định nào. Vì thế cần phải có một (hay một số) khẳng định được công nhận là đúng để làm chỗ bắt đầu và đưa quá trình suy diễn từ vô hạn về hữu hạn. 
Tương tự như vậy, bất cứ sự suy luận hay giao tiếp nào của con người cũng cần có điểm xuất phát chung. Tiên đề thuộc vào nhóm những yếu tố đầu tiên này. Một số yếu tố khác là: định nghĩa, quan hệ, v.v.
Lưu ý:
Euclid nhận thấy sự cần thiết này khi xây dựng hình học của mình, do đó ông đưa ra hệ thống tiên đề đầu tiên trong lịch sử: hệ tiên đề Euclid. Trong bộ "Cơ bản" của mình, ông nêu ra 23 định nghĩa, 5 tiên đề và 5 định đề. Sau này người ta thống nhất chung một tên gọi là tiên đề.
Tiên đề cũng được sử dụng trong các ngành khoa học khác như: vật lý, hoá học, ngôn ngữ học, v.v.

## Tiên đề trong toán học
- Hệ tiên đề Euclide
  - Nổi tiếng nhất là định đề V của tiên đề Euclid. Nội dung của định đề này là: Nếu hai đường thẳng tạo với một đường thẳng thứ ba hai góc trong cùng phía có tổng nhỏ hơn 180o thì chúng sẽ cắt nhau về phía đó.
- Hệ tiên đề Hilbert
- Hệ tiên đề số học
- Lý thuyết tập hợp Frankael-Zermelo
  - Tiên đề chọn

## Tiên đề trong vật lý

### Tiên đề Bohr
Các tiên đề Bohr là các tiên đề của mô hình Bohr, được sử dụng để giải thích các hiện tượng vật lý, ví dụ như công thức Rydberg về các vạch quang phổ của nguyên tử hydro.
Mô hình Bohr giữ nguyên mô hình hành tinh nguyên tử của Rutherford, nhưng bổ sung thêm hai tiên đề:
1. Tiên đề về trạng thái dừng.
2. Tiên đề về sự bức xạ và hấp thụ năng lượng.

### Tiên đề Einstein
Trong thuyết tương đối hẹp, Einstein đưa ra hai tiên đề:
1. Nguyên lý tương đối.
2. Tiên đề tốc độ ánh sáng không đổi.

Trong thuyết tương đối rộng, ông đưa ra:
1. Nguyên lý tương đương giữa gia tốc và trường hấp dẫn.